# Căciulata, Vâlcea
Căciulata este o localitate componentă a orașului Călimănești din județul Vâlcea, Oltenia, România. Localitatea nu are populație stabilă, ci doar personalul unităților de cazare și alimentație publică existente aici. 
 Căciulata deține izvoare sulfuroase ideale pentru tratarea unor afecțiuni și este punct de plecare pentru drumeții în Munții Căpățânii și Cozia.
Izvorul „Căciulata 1” a fost captat în 1868 de inginerul Alexandru C. Golescu, unul dintre Frații Golești.

## Galerie de imagini

Hotelul Căciulata
Pavilionul izvoarelor Cozia
Interiorul pavilionului izvoarelor Căciulata